# Mobula hypostoma
 (avril 2021).
La mise en forme du texte ne suit pas les recommandations de Wikipédia : il faut le « wikifier ».
Les points d'amélioration suivants sont les cas les plus fréquents :
- Les titres sont pré-formatés par le logiciel. Ils ne sont ni en capitales, ni en gras.
- Le texte ne doit pas être écrit en capitales (les noms de famille non plus), ni en gras, ni en italique, ni en « petit »…
- Le gras n'est utilisé que pour surligner le titre de l'article dans l'introduction, une seule fois.
- L'italique est rarement utilisé : mots en langue étrangère, titres d'œuvres, noms de bateaux, etc.
- Les citations ne sont pas en italique mais en corps de texte normal. Elles sont entourées par des guillemets français : « et ».
- Les listes à puces sont à éviter, des paragraphes rédigés étant largement préférés. Les tableaux sont à réserver à la présentation de données structurées (résultats, etc.).
- Les appels de note de bas de page (petits chiffres en exposant, introduits par l'outil «  Source ») sont à placer entre la fin de phrase et le point final[comme ça].
- Les liens internes (vers d'autres articles de Wikipédia) sont à choisir avec parcimonie. Créez des liens vers des articles approfondissant le sujet. Les termes génériques sans rapport avec le sujet sont à éviter, ainsi que les répétitions de liens vers un même terme.
- Les liens externes sont à placer uniquement dans une section « Liens externes », à la fin de l'article. Ces liens sont à choisir avec parcimonie suivant les règles définies. Si un lien sert de source à l'article, son insertion dans le texte est à faire par les notes de bas de page.
- La présentation des références doit suivre les conventions bibliographiques. Il est recommandé d'utiliser les modèles {{Ouvrage}}, {{Chapitre}}, {{Article}}, {{Lien web}} et/ou {{Bibliographie}}. Le mode d'édition visuel peut mettre en forme automatiquement les références.
- Insérer une infobox (cadre d'informations à droite) n'est pas obligatoire pour parachever la mise en page.

Pour une aide détaillée, merci de consulter Aide:Wikification.
Si vous pensez que ces points ont été résolus, vous pouvez retirer ce bandeau et améliorer la mise en forme d'un autre article.
Espèce
Statut de conservation UICN

ENA2cd+3d : En danger
Mobula hypostoma est une espèce de raies de la famille des Mobulidés, aussi appelée Mante diable ou Diable géant de l'Atlantique. C'est une espèce pélagique qui vit le long des côtes de l'Atlantique ouest tropical et subtropical. Elle vit entre la surface et 100 m de profondeur et a été décrite pour la première fois en 1831 par Edward Nathaniel Bancroft.

## Morphologie
Mobula hypostoma peut atteindre 130 cm de largeur de disque. Elle a une forme de disque rhomboïdal plus large que long avec de petits denticules. Une bouche large et subterminale avec des bandes dentaires supérieure et inférieur. Sa tête dépasse du disque avec des nageoires céphaliques. Elle possède une longue queue (1,5 fois la longueur du disque) avec des denticules à la base mais pas d’épine au bout. On n’observe pas de colonne vertébrale caudale. Son dos est brun noirâtre à bleu-noir, avec des nageoires céphaliques qui possèdent des marges intérieures brunes noirâtre et des marges extérieures jaunâtres ou grisâtres. Son ventre est blanc jaunâtre ou grisâtre.

## Comportement
Cette raie peut plonger jusqu'à 100 m de profondeur.

## Biologie

### Régime alimentaire
Elle se nourrit principalement de crustacés, mais parfois de bancs de petits poissons.

### Reproduction et espérance de vie
Les mâles et les femelles atteignent respectivement leur maturité sexuelle à 114 et 111 cm de diamètre. Ce diamètre est en général atteint vers l’âge de 5 à 6 ans selon des estimations faites à partir d'une espèce plus grande de la même famille, Mobula mobular. La reproduction est vivipare aplacentaire. Il n’y a qu’un seul petit par portée et il fait entre 55 et 97 cm de diamètre à la naissance. Il est possible d’avoir des périodes de 1 à 3 ans entre les différentes portées. La durée d'une génération est d'environ 12,8 ans. L’espérance de vie de l’espèce, aussi estimée grâce à Mobula mobular, est de 20 ans. 

### Répartition et habitat

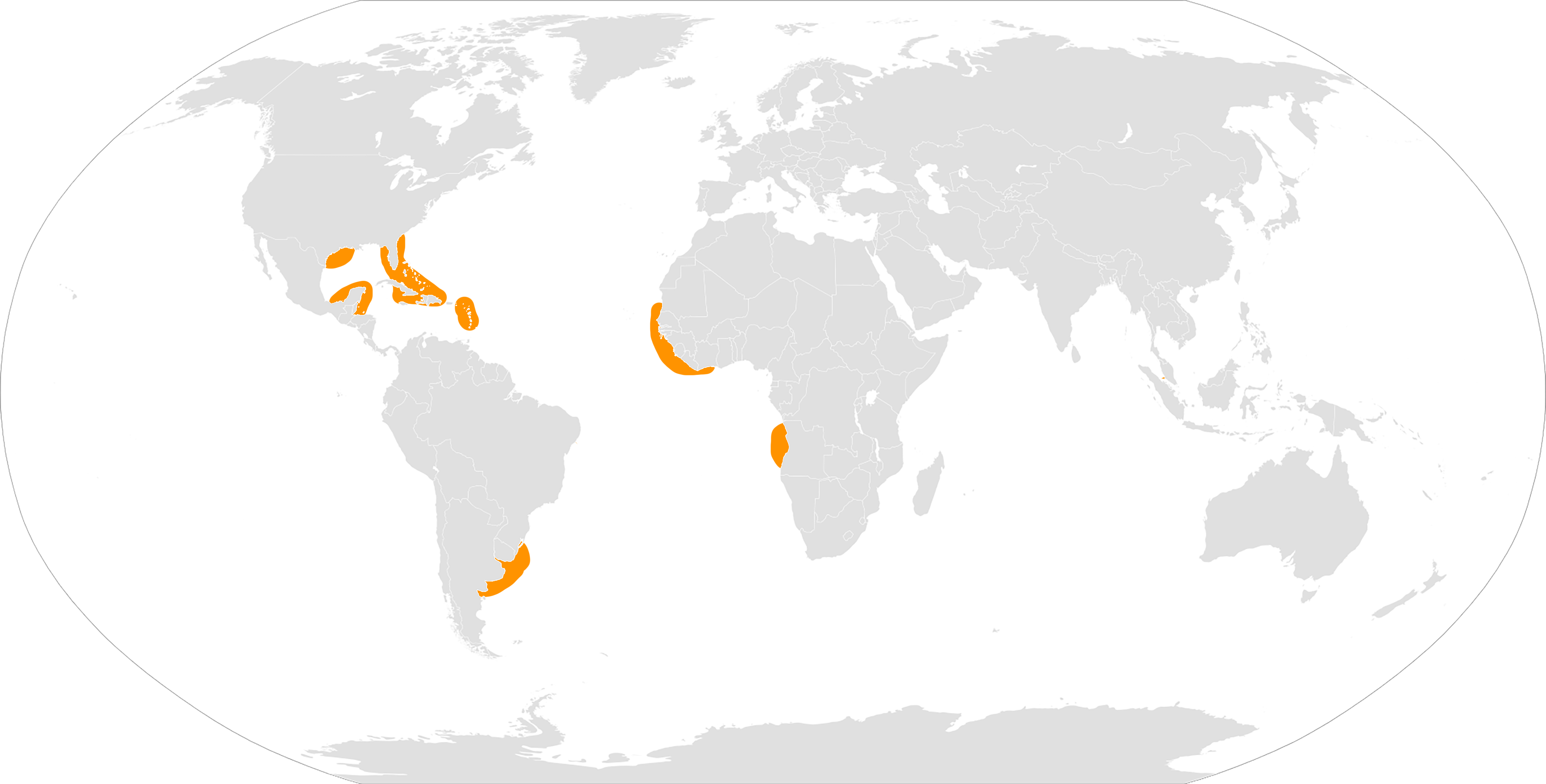
Aire de répartition Mobula hypostoma

Le Diable géant est une espèce endémique de l’océan Atlantique. Mais sa distribution n’est pas la même en tous les endroits de celui-ci. L'espèce est présent de la Caroline du Nord (USA) au nord de l’Argentine. Et de la Mauritanie à l’Angola. C’est une espèce pélagique qui reste la majorité du temps dans les eaux côtières on peut parfois la retrouver plus au large pour la chasse.  

## Menaces
Elle est principalement pêchée par la pêche au crochet. Les populations de M. hypostoma ne semblent pas constantes dans le temps et sont dépendantes de la disponibilité en nourriture et de la pêche dans les différents secteurs où elles se situent. 

## Pêche
Les tailles des populations de diable de l’Atlantique ne sont pas connues car il n’y a pas de recensement précis pour cette espèce. Cependant, on sait que les raies de la famille des Mobulidae du genre Mobula ont des populations en décroissance dans les différents endroits du monde. Cette observation est visible de par la diminution du nombre d’individus pêchés au cours des dernières années. Cette diminution est surtout due au nombre croissant de pêcheries qui ont ouvert au début des années 2000 et du faible taux de reproduction de ces espèces ce qui induit que la croissance démographique de cette espèce est assez faible voir décroissante. 
On a constaté qu'en de nombreux endroit les diables de l’Atlantique ne sont plus présents dans des zones qui faisaient partie de leur répartition passée à cause des efforts de pêche trop importants. En général sa consommation est locale. Ce n’est pas un produit d’exportation. Cependant on observe une faible augmentation de la population sur la côte Est des États-Unis.